# テオバルド1世 (ナバラ王)

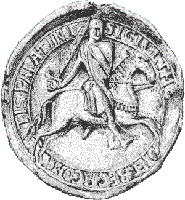
テオバルド1世が用いた国璽（複製品）

テオバルド1世（西: Teobaldo I de Navarra, 仏: Thibaut Ier de Navarre, 1201年5月30日 - 1253年7月8日）は、フランスのシャンパーニュ伯（ティボー4世、在位：1201年 - 1253年）、後にナバラ王（在位：1234年 - 1253年）。詩人王、遺腹王と呼ばれる。

## 生涯

### 母の後見下で統治
シャンパーニュ伯ティボー3世とナバラ王女ブランシュ（ブランカ、サンチョ6世の娘）の子として生まれる。生まれる前に父が他界したため、誕生とともに伯位を継承し、遺腹伯と呼ばれたが、21歳になるまでは母ブランシュが国を統治した。将来に不安を感じた母によりフランス王フィリップ2世が後見人になり、ティボー4世はフランス宮廷で育てられた。1209年と1213年に母とフィリップ2世との間で臣従儀礼（オマージュ）に関する約束と保証金支払いが2度交わされ（ティボー4世が21歳になるまで王への臣従は免除、ブランシュは保証金として1209年に1万5000リーブル、1213年に2万リーブルを王に支払う）、1214年以降は母の後見の下シャンパーニュを治めた。
シャンパーニュ家ことブロワ家は十字軍と関係が深い家系で、祖父のアンリ1世は十字軍に参加して帰国後の1181年に死去、伯父のアンリ2世は第3回十字軍参加者の1人でエルサレム王となり（1192年 - 1197年）、父も第4回十字軍に参加する予定だったが急死した。家臣にも十字軍関係者がおり、第4回十字軍の参加者ジョフロワ・ド・ヴィルアルドゥアン、第5回十字軍の指揮官ジャン・ド・ブリエンヌ、第7回十字軍の参加者ジャン・ド・ジョアンヴィルはシャンパーニュ伯領の出身または家臣である。
だが当初は2人の従姉、すなわちエルサレムで事故死した伯父アンリ2世の遺児たち、次女フィリパとその夫ラメール公エラール1世との家督争いに悩まされた。この抗争は1216年初頭からティボー4世が成人する1222年まで続き、当時のシャンパーニュ家に対する領主層の反乱や王家・カペー朝とホーエンシュタウフェン朝の神聖ローマ皇帝フリードリヒ2世に対抗するヴェルフ家の対立関係も絡んでいた。ブランシュ・ティボー4世母子にはフィリップ2世とローマ教皇ホノリウス3世が味方していたため抗争を有利に進め、エラール夫妻は1221年にシャンパーニュに関する権利を放棄、ブランシュ母子はエラール夫妻から没収した領土を返還し年金を提供することで和睦、争いはようやく治まった。1234年にはフィリパの姉であるキプロス王ユーグ1世妃アリスにも領土と現金4万リーブルを提供して継承権を放棄させたが、この時現金が無かったため4万リーブルと引き換えにブロワ・シャルトル・サンセール・シャトーダンをフランス王ルイ9世（フィリップ2世の孫）に売却した。また、伯父や父の十字軍遠征によりシャンパーニュ家はすでに莫大な借金を抱えており、この点でも苦労することになった。

### フランス王家への反抗と服従
フィリップ2世亡き後に即位したフランス王ルイ8世に仕え、1224年にラ・ロシェルを包囲したフランス軍に加わったが、やがてルイ8世と対立し、1226年にアルビジョア十字軍の際にアヴィニョンから勝手に陣払いをしたことで対立が明確になった。直後にルイ8世が急死したため、王妃ブランシュ・ド・カスティーユに横恋慕したティボー4世が毒殺したと噂され、ルイ9世の戴冠式への出席は許されなかった。ルイ9世の即位後母后ブランシュが摂政に就くと、ティボー4世は1227年1月にブルターニュ公国摂政ピエール1世（ピエール・ド・モークレール）、ラ・マルシュ伯ユーグ10世・ド・リュジニャンと組んで反乱を起こしたが、ブランシュに説得され王家と対立するのをやめ、3月に反乱から離脱した。他の貴族たちも王家と和睦して衝突は起こらなかった。
ティボー4世は宮廷での政治的影響力を強くしていったが、先の反乱離脱で他の貴族から反感を買い（特にピエール1世とユーグ10世から大きな恨みを買った）、1229年から戦闘が始まった。翌1230年にピエール1世とユーグ10世の報復を受け、両者の軍にシャンパーニュ伯領・トロワを包囲されたが、城壁が両軍を阻んでいる間に王太后の援軍が到来、これによって危機を切り抜けた。
翌1231年に妻アニェスが没するとピエール1世から関係修復を持ち掛けられ、ピエール1世の娘ヨランドと再婚しようとしたが、国王の申し出を受けた教皇から禁止された。1236年、娘ブランシュをピエール1世の息子ジャン1世と結婚させて関係修復を果たし、ユーグ10世とも同盟を結び直したが、再びルイ9世と対立した際には、国王の圧力で同盟が分解したため再度降伏した。以後国王側に留まったとされるが、この間の1234年にはブロワ・シャルトル・サンセール・シャトーダンを王に売却した。これには1230年の戦争の後始末という意味があったが、前述のアリックスへの支払い金捻出という事情も重なり、土壇場でブロワ家発祥の地であるブロワの明け渡しを嫌がったがブランシュに説得され、ブロワを手放さざるを得なかった。
戦争と領地割譲という痛手を負いながらもシャンパーニュの経営に取り組み、盛んに領地を獲得したり城の建築、隣接地との境界画定に奔走、それらが諸侯の反感を買い1230年の戦争を引き起こしたが、内政も整え、シャンパーニュ伯領の一体化を目指した。フランスの統治システムに倣い地方行政・裁判・通貨制度を改革、地方役人プレヴォの上にバイイを置いて伯領を6つに分けた管区で財政と裁判を担当させ、バイイの法廷の他に上訴を受け付ける裁判所をトロワに設置した。通貨の統一も図り地方の造幣所に手を付けたが、こちらは成果が上がらなかった。経済にも目を付け、シャンパーニュの大市を保護しながら自らもトロワにいくつか市を所有、1230年にトロワとプロヴァンに特許状を与えてコミューン結成を認可する一方、都市民への徴税機関設置を決めて裁判の判決と罰金からの収入を確保しつつも裁判権を都市と分け合っている。

### ナバラ王位を継ぐ

テオバルド1世の紋章

1234年、母方の叔父のナバラ王サンチョ7世の死去によりナバラ王家が断絶した際、母ブランシュがサンチョ7世の妹だったことから、ティボー4世がテオバルド1世としてナバラ王位を継承した（アラゴン王ハイメ1世も候補者だが辞退した）。この相続によって財政的には非常に豊かになり、1230年特許状も財政安定に寄与したため、以後は概ね平和な時代を過ごした。しかし1239年の十字軍参加で財政が再び危機に陥ったり、1245年にパンプローナ司教と領地収入で争いになって破門されたり、1247年にローマへ行き教皇へ許しを請い破門を解除してもらう、金策のため両替商にトロワの市場からの収入を5年間前貸しして、商品売上税と軽罪の罰金を返済に充てるなど、晩年でも重大事件を起こしシャンパーニュを動揺させた。またナバラは慣習法（フエロ）や身分制議会が幅を利かせ、そちらに気を配らなければならなかった。
1238年にはテオバルド1世は聖地エルサレムへの遠征軍を率いた（バロン十字軍）。これに先立ち、皇帝フリードリヒ2世は聖地へ赴き戦いでなく交渉でエルサレムを獲得したが（第6回十字軍・破門十字軍）、対立する教皇グレゴリウス9世はこれを敵との妥協であると考え、武力によるイスラム教徒打倒を構想して「公式な」十字軍を送ろうとした。しかし頓挫し、テオバルド1世ほかフランスの諸侯による小規模な出陣となったものである。
しかし、1239年夏にパレスチナに上陸した彼らが戦うことはほとんどなかった。すでにエルサレムその他の領土はキリスト教徒側にある上、休戦が続いており、テオバルド1世らはアッコの宮廷で詩をよんで過ごし、アスカロンで築城をした。彼らはカイロとダマスカスに分かれて戦うアイユーブ朝宮廷の双方から援軍としての同盟を持ちかけられ、交渉によりヨルダン川と地中海の間にエルサレム王国の領土を拡大し、ハッティンの戦い以前に匹敵するほどにした。これは領土的な成果としては第1回十字軍に匹敵するものであったが、現地の政治情勢に乗じた結果であり、テオバルド1世の遠征前の意図とは異なった。1240年末、イングランドからコーンウォール伯リチャードが到来する前に、エルサレムの主導権争いを嫌いパレスチナを去った。グレゴリウス9世の意を受けて遠征したコーンウォール伯も戦うことはなく、アイユーブ朝からの領土受領とアスカロン築城をしただけで帰って行った。
1253年、パンプローナの王宮で死去。52歳だった。3度目の妻マルグリットとの間に生まれた長男のテオバルド2世（ティボー5世）がナバラとシャンパーニュを継いだが幼少のため、1256年までマルグリットが摂政として統治した。

## 人物
ティボー4世はトルバドゥールとしても知られ、才能ある詩人であった。作詩が500以上、作曲が400以上あったとされ、詩は現在でも約60篇ほど残っており、中にはメロディーが伝えられているものもある。詩は恋愛に関するものが多く、騎士と田舎娘の恋物語や、宮廷での恋愛模様を描いたものもある。王太后ブランシュと恋に落ちていたと言われ、残した詩の多くはブランシュに宛てたものだと言われ、女性への思慕で苦しむ胸の内を書き連ね、詩で言及している「奥方」「あの方」はブランシュを指し示すとされている。十字軍歌と称される歌も多数制作、1239年の十字軍遠征前に作った歌は兵士を脅しで参加を促しつつも希望を鼓舞する内容だが、この世への失望を綴った歌も残し、アッコ滞在中に作ったと推定される十字軍歌は「奥方」への想いを伝える記述になっている。
詩人として成長したのは祖先も詩人だったからであり、アキテーヌ公ギヨーム9世は最初のトルバドゥールとされ、曾祖父母はフランス王ルイ7世とアリエノール・ダキテーヌ（ギヨーム9世の孫）で、2人の間に生まれた祖母マリー・ド・フランスは南フランス伝来の愛の文化を広めた。ティボー4世は南仏の文化が漂うトロワの宮廷で育ち、戦争と恋愛の比較論を展開しながら詩を製作していき、クレティアン・ド・トロワ、ジャン・ド・ジョアンヴィル、リュトブフと並ぶトロワ出身の詩人として世に認められ、作品は本になって広まった。
政治家としては評判が悪く、1220年代と1230年代の政争では王家と貴族の間を右往左往する姿勢から「臣下としては無節操、政治家としては無能で移り気」と厳しい非難を浴びている。反抗の理由は大諸侯連合を作り王家と対等の立場に立ちたいという野望を抱いていたからと推測されるが、自家が王家の支援無くしては成り立たないことも理解していたことから、最終的に王家についたと思われる。政治家と詩人それぞれの評価は落差が激しく前者は最低、後者は最高の評価を与えられているが、歴史の流れである王権の集中に抵抗して地方の大貴族の権威と宮廷文化を守ろうと戦ったとも解釈され、それが詩の魅力にも繋がると評される。

## 子女
ティボー4世は3度結婚した。最初の結婚は1220年、ダボ伯（ダグスブルク伯）アルベール2世の娘で、ロレーヌ公ティボー1世の寡婦であったジェルトリュード・デギサイム（ゲルトルート・フォン・エギスハイム）とであるが、2年後の1222年、ティボー4世が成人すると離婚した。
翌1223年にボジュー領主ギシャール4世の娘アニェス・ド・ボジュー（Agnes de Beaujeu）と2度目の結婚をし、1女をもうけた。
- ブランシュ（1226年 - 1283年） - ブルターニュ公ジャン1世と結婚

1231年にアニェスと死別すると、翌1232年にブルボン領主アルシャンボー8世の娘マルグリット・ド・ブルボン＝ダンピエールと3度目の結婚をした。
- マルグリット（1306年没） - ロレーヌ公フェリー3世と結婚
- ティボー5世（テオバルド2世）（1238年頃 - 1270年） - ナバラ王（1253年 - 1270年）
- ベアトリス（1242年頃 - 1295年） - ブルゴーニュ公ユーグ4世と結婚
- アンリ3世（エンリケ1世）（1244年頃 - 1274年） - ナバラ王（1270年 - 1274年）